# Okońsk
Okońsk (ukr. Оконськ) – wieś na Ukrainie, w obwodzie wołyńskim w rejonie kamieńskim. Liczy 1239 mieszkańców.
Do 2020 w rejonie maniewickim.